# Bratków Dolny
Bratków Dolny – wieś w Polsce położona w województwie łódzkim, w powiecie poddębickim, w gminie Zadzim. 
W latach 1975–1998 miejscowość administracyjnie należała do województwa sieradzkiego. 
W skład sołectwa Bratków Dolny wchodzi także wieś Bratków Górny.